# Sommerdag
 Denne artikel omhandler overvejende eller alene danske forhold. Hjælp gerne med at gøre artiklen mere almen.
En sommerdag optræder i henhold til definitionen fra DMI et sted i Danmark, hvor temperaturen når op på 25°C eller derover.
Når antallet af sommerdage for hele landet skal opgøres, beregnes en gennemsnitlig maksimumtemperatur for henholdsvis Jylland og Øerne. Her ud fra beregnes et landsgennemsnit, hvor der tages hensyn til forskelle i areal, således at Jylland vægtes med 7/10 og Øerne med 3/10. Det betyder, at antallet af sommerdage ikke altid et heltal, hvorfor der vil være flere dage, hvor temperaturen er 25 grader eller derover et eller andet sted i Danmark.
Normaltallet, der er udregnet for årene fra 1961 til 1990 ligger på 7,2 sommerdage, mens det foregående normaltal fra perioden 1931-1960 havde 10 sommerdage. Fra 1970 til og med 2003 har der i gennemsnit været 9,9 sommerdage om året. Det største antal sommerdage havde 2018 med foreløbig 71, og det mindste antal var i 1974 med 1,2. 